# Дискография Me First and the Gimme Gimmes
Дискография Me First and the Gimme Gimmes, панк-рок супегруппы, исполняющей каверы в стиле панк-рок, включает в себя пять студийных альбомов, два мини-альбома, один концертный альбом, один сборник, восемнадцать синглов, один бокс-сет и три клипа.
Me First and the Gimme Gimmes образовались в 1995 году в Калифорнии; в группу вошли участники из других известных групп: Spike Slawson (из Swingin’ Utters), Крис Шифлетт (из Foo Fighters), Far Mike (из NOFX), Джоуи Кейп и Dave Raun (из Lagwagon). Они собрались вместе, чтобы исполнять кавер-версии песен в перерывах от основных событий и изначально не были намерены выпускать альбомы; вместо этого группа собиралась выпускать синглы, названные в честь оригинальных исполнителей песен, и включать их в сборники. Первый альбом The Gimme Gimmes, Have a Ball, был выпущен в 1997 году и положил начало цепочке тематических альбомов, включающих песни отдельного жанра. Have a Ball включал кавер-версии поп-хитов 1960-х и 1970-х. Следующий альбом был назван Are a Drag и, выпущенный в 1999 году, состоял из композиций, написанных для мюзиклов. Blow in the Wind (2001) был сфокусирован на поп-хитах 1960-х, а Take a Break (2003) состоял из кавер-версий песен в стиле ритм-н-блюз. В 2004 году группа выпустила концертный альбом Ruin Jonny’s Bar Mitzvah, состоящий из кавер-версий наиболее известных караоке-песен. Следующий альбом, Love Their Country, выпущенный в 2006 году, был сфокусирован на песнях в стиле кантри. Сборник Have Another Ball был выпущен в 2008 году и состоял из отрывков сессий альбома Have a Ball, многие из которых появлялись на компиляциях и в синглах на протяжении многих лет.

## Студийные альбомы
| Год                                                             | Информация об альбоме                                                                                              | Пиковая позиция в чарте | Пиковая позиция в чарте | Пиковая позиция в чарте |
| Год                                                             | Информация об альбоме                                                                                              | Чарты Billboard         | Чарты Billboard         | Чарты Billboard         |
| Год                                                             | Информация об альбоме                                                                                              | Billboard 200           | Heatseekers             | Independent             |
| --------------------------------------------------------------- | --- | ----------------------- | ----------------------- | ----------------------- |
| 1997                                                            | Have a Ball - Выпущен: 29 июля 1997 года - Лейбл: Fat Wreck Chords (FAT 554) - Формат: CD, Грампластинка           | —                       | —                       | —                       |
| 1999                                                            | Are a Drag - Выпущен: 18 мая 1999 года - Лейбл: Fat Wreck Chords (FAT 586) - Формат: CD, Грампластинка             | —                       | —                       | —                       |
| 2001                                                            | Blow in the Wind - Выпущен: 20 марта 2001 года - Лейбл: Fat Wreck Chords (FAT 620) - Формат: CD, Грампластинка     | —                       | —                       | 14                      |
| 2003                                                            | Take a Break - Выпущен: 1 июля 2003 года - Лейбл: Fat Wreck Chords (FAT 650) - Формат: CD, Грампластинка           | 131                     | —                       | 6                       |
| 2006                                                            | Love Their Country - Выпущен: 17 октября 2006 года - Лейбл: Fat Wreck Chords (FAT 712) - Формат: CD, Грампластинка | 169                     | 4                       | 12                      |
| «—» означает что альбом был выпущен, но не попал в данный чарт. | |                         |                         |                         |

## Концертные альбомы
| Год  | Информация об альбоме                                                                                                   | Пиковая позиция в чарте | Пиковая позиция в чарте | Пиковая позиция в чарте |
| Год  | Информация об альбоме                                                                                                   | Чарты Billboard         | Чарты Billboard         | Чарты Billboard         |
| Год  | Информация об альбоме                                                                                                   | Billboard 200           | Heatseekers             | Independent             |
| ---- | --- | ----------------------- | ----------------------- | ----------------------- |
| 2004 | Ruin Jonny’s Bar Mitzvah - Выпущен: 5 октября 2004 года - Лейбл: Fat Wreck Chords (FAT 674) - Формат: CD, Грампластинка | 197                     | 13                      | 17                      |

## Сборники
| Год  | Информация об альбоме                                                                                          | Пиковая позиция в чарте | Пиковая позиция в чарте | Пиковая позиция в чарте |
| Год  | Информация об альбоме                                                                                          | Чарты Billboard         | Чарты Billboard         | Чарты Billboard         |
| Год  | Информация об альбоме                                                                                          | Billboard 200           | Heatseekers             | Independent             |
| ---- | --- | ----------------------- | ----------------------- | ----------------------- |
| 2008 | Have Another Ball - Выпущен: 8 июля 2008 года - Label: Fat Wreck Chords (FAT 729) - Formats: CD, Грампластинка | 163                     | 11                      | 26                      |

## Мини-альбомы
| Год  | Информация об альбоме                                                                                     |
| ---- | --- |
| 2001 | Turn Japanese - RВыпущен: 21 февраля 2001 года - Лейбл: Pizza of Death (PZCY-2) - Формат: CD              |
| 2011 | Go Down Under - Выпущен: 1 февраля 2011 года - Лейбл: Fat Wreck Chords (FAT765) - Формат: CD, Мини-альбом |

## Синглы
| Год  | Информация о сингле                                                                                                 | Песни                                                                         | Оригинальный исполнитель        |
| ---- | --- | ----------------------------------------------------------------------------- | ------------------------------- |
| 1995 | Denver - Впущен: 26 августа 1995 года - Лейбл: Fat Wreck Chords (FAT 531) - Формат: Грампластинка                   | 1. «Country Roads»[I] 2. «Leaving on a Jet Plane»[II]                         | Джон Денвер                     |
| 1996 | Billy - Выпущен: 1 ноября 1996 года - Лейбл: Epitaph Records (#86485) - Формат: Грампластинка                       | 1. «Uptown Girl»[II] 2. «Only the Good Die Young»[I]                          | Билли Джоэл                     |
| 1997 | Paul - Выпущен: 1997 год - Лейбл: Kung Fu Records (KFS-7002) - Формат: Грампластинка                                | 1. «Me and Julio Down By the Schoolyard»[II] 2. «Mother and Child Reunion»[I] | Пол Саймон                      |
| 1997 | Diamond - Выпущен: 1997 год - Лейбл: Hopeless Records (HR 624-7) - Формат: грампластинка                            | 1. «Sweet Caroline»[II] 2. «America»[I]                                       | Нил Даймонд                     |
| 1997 | Barry - Выпущен: 1997 год - Лейбл: Side One Dummy (S1-10) - Формат: грампластинка                                   | 1. «Mandy»[II] 2. «I Write the Songs»[I]                                      | Барри Манилоу                   |
| 1999 | Elton - Выпущен: 2 сентября 1999 года - Лейбл: Honest Don’s Records (DON 020) - Формат: Грампластинка               | 1. «Don’t Let the Sun Go Down on Me»[I] 2. «Rocket Man»[II]                   | Элтон Джон                      |
| 1999 | Garf - Выпущен: 1999 год - Лейбл: Lookout! Records (L 219) - Формат: Грампатинка                                    | 1. «The Boxer»[I]' 2. «I Am a Rock»[II]                                       | Simon & Garfunkel Арт Гарфанкел |
| 1999 | In Your Barkalounger - Выпущен: 1999 год - Лейбл: Alternative Tentacles Records (VIRUS 226) - Формат: Грампластинка | 1. «Fire and Rain»[II] 2. «You’ve Got a Friend»[I]                            | Джеймс Тэйлор                   |
| 2001 | Shannon - Выпущен: 2001 год - Лейбл: BYO Records (BYO-71) - Формат: Грампластинка                                   | 1. «Runaway» 2. «Hats Off to Larry»                                           | Дел Шеннон                      |
| 2001 | Stevens - Выпущен: 2001 год - Лейбл: Nitro Records (NR-15841) - Формат: Грампластинка                               | 1. «Father and Son» 2. «Wild World»                                           | Cat Stevens                     |
| 2001 | Bob[III] - Выпущен: 27 ноября 2001 года - Лейбл: Fat Wreck Chords - Format: Грампластинка                           | 1. «Blowin’ in the Wind» 2. «The Times They Are a-Changin’»                   | Боб Дилан                       |
| 2003 | Jackson - Выпущен: 2003 год - Лейбл: Jade Tree Records (JT 1086) - Формат: Грампластинка                            | 1. «Ben» 2. «I’ll Be There»                                                   | Майкл Джексон The Jackson 5     |
| 2003 | Stevie - Выпущен: 1 сентября 2003 года - Лейбл: No Idea Record (NIR 148) - Формат: Грампластинка                    | 1. «I Just Called to Say I Love You» 2. «Isn’t She Lovely»                    | Стиви Вандер                    |
| 2007 | Dolly[IV] - Выпущен: 16 октября 2007 года - Лейбл: Fat Wreck Chords (FAT 227) - Формат: Грампластинка               | 1. «Jolene» 2. «I Will Always Love You»                                       | Долли Партон                    |
| 2007 | Cash[IV] - Выпущен: 6 ноября 2007 года - Лейбл: Fat Wreck Chords (FAT 228) - Формат: Грампластинка                  | 1. «Sunday Morning Coming Down» 2. «I Still Miss Someone»                     | Джонни Кэш                      |
| 2007 | Willie[IV] - Выпущен: 11 декабря 2007 года - Лейбл: Fat Wreck Chords (FAT 229) - Формат: Грампластинка              | 1. «On the Road Again» 2. «City of New Orleans»                               | Вилли Нельсон                   |
| 2008 | Kenny[IV] - Выпущен: 22 января 2008 года - Лейбл: Fat Wreck Chords (FAT 230) - Формат: грампластинка                | 1. «She Believes in Me» ('05 version) 2. «Lady»                               | Кенни Роджерс                   |
| 2008 | Jerry[IV] - Выпущен: 4 марта 2008 года - Лейбл: Fat Wreck Chords (FAT 231) - Формат: Грампластинка                  | 1. «East Bound and Down» (rough mix) 2. «I’m Gonna Write a Song»              | Джерри Рид                      |

↑ I Отмечены песни, которые были переизданы в альбоме Have Another Ball
↑ II Отмечены песни, которые также были выпущены в альбоме Have a Ball
↑ III Песня Bob была выпущена в бокс-сете Me First and the Gimme Gimmes и не была выпущена отдельно.
↑ IV Синглы Dolly, Cash, Willie, Kenny и Jerry составляют the «Square Dance Series», названную так, потому что первое издание каждого было на виниловой пластинке квадратной формы. Песни со стороны «А» на каждом сингле являются песнями из альбома Love Their Country, тогда как песни со стороны «Б» являются вырезками из альбомных сессий.

## Видеоклипы
| Год  | Название              | Продюсер | Альбом       |
| ---- | --------------------- | -------- | ------------ |
| 1997 | «Danny’s Song»        |          | Have a Ball  |
| 1999 | «Summertime»          |          | Are a Drag   |
| 2003 | «I Believe I Can Fly» |          | Take a Break |

## Бокс-сеты
| Год  | Подробности | Издание и содержимое |
| ---- | --- | --- |
| 2001 | Me First and the Gimme Gimmes - Выпущен: 27 ноября 2001 года - Лейбл: Fat Wreck Chords - Формат: Набор из 11 грампластинок в сумке для боулинга. | - Было выпущено 500 копий. - Содержит синглы Denver, Billy, Paul, Diamond, Barry, Elton, Garf, In Your Barkalounger, Shannon, Stevens и Bob. Также бокс-сет включает стикеры, значки и подставки под пивные кружки. Бокс-сет упакован в сумку для боулинга. - Bob являлась новой песней и эксклюзивом, входящим только в этот бокс-сет. |

## Прочее
Привиденные ниже песни Me First and the Gimme Gimmes были выпущены в сборниках, саундтреках и прочих релизах. Некоторые песни были позже переизданы в альбомах, как показано ниже. Данный список не является исчерпывающим: не включены песни, выпущенные в альбомах, мини-альбомах или синглах.
| Год  | Подробности | Песни                      | Оригинальный исполнитель |
| ---- | --- | -------------------------- | ------------------------ |
| 2000 | Happy Meals, Vol. 2: The Perfect Marriage - Выпущен: 2000 год - Лейбл: Honest Don’s Records - Формат: CD                | «Rich Girl»[I]             | Hall & Oates             |
| 2002 | Uncontrollable Fatulence - Выпущен: 19 ноября 2002 года - Лейбл: Fat Wreck Chords (FAT 646) - Формат: CD, Грампластинка | «Nothing Compares 2 U»[II] | The Family               |
| 2003 | Warped Tour 2003 Tour Compilation - Выпущен: 3 июня 2003 года - Лейбл: Side One Dummy - Формат: CD                      | «The Harder They Come»[I]  | Джимми Клифф             |

↑ I Отмечены песни, позже переизданные в Have Another Ball
↑ II Песня «Nothing Compares 2 U» была включена в Take a Break в 2003 году.